# Gunnar Laage
Gunnar Laage (24. maj 1876 i Viborg – 4. januar 1948 i København) var en dansk arkitekt, der primært arbejdede med sygehusbyggeri.

## Uddannelse og karriere
Hans forældre var skolebestyrer i Viborg, senere i Herning, Varde, Skanderborg m.m. Otto Frederik Berthold Laage og Emma Elise Sinding. Han blev murersvend 1894 og blev dimittend fra Aarhus tekniske Skole 1895. 1897 blev han optaget på Kunstakademiets Arkitektskole i København, hvorfra han tog afgang som arkitekt 1902. I studietiden var han ansat hos Vilhelm Dahlerup 1896-98, han arbejdede for Christian L. Thuren & H. Mayer som konduktør ved Frederiksberg Hospital 1898-1904 og for Martin Borch som konduktør ved opførelsen af Rigshospitalet 1904-08.
Han var deltager i Landsudstillingen i Aarhus 1909 og udstillede tegninger på Charlottenborg Forårsudstilling 1911, 1913 og 1915. Han modtog K.A. Larssens og Hustru L.M. Larssens født Thodbergs Legat 1899, og rejser bragte Laage til Tyskland, Østrig 1899; Italien 1909; Frankrig 1911; England 1913 og Schweiz 1922.
Opmand i Murerfagets Voldgiftsret 1915-21; medlem af Akademisk Arkitektforenings bestyrelse 1912-27 og af Statsprøveanstaltens bestyrelsesråd 1923-33.
Gunnar Laage blev 24. maj 1901 gift i Skanderborg med Thyra Victoria Lysholm (født 12. december 1875 i Holbæk), datter af overbanemester Marius Jørgen Carl Theodor Lysholm og Hansine Christine Vilhelmine Schultz. Han er begravet på Solbjerg Parkkirkegård.

## Værker
- Udvidelse af Frederiksberg Hospital (1900-03 sammen med Christian L. Thuren, H. Meyer og Emanuel Ohland, 1907-09, portbygning 1915)
- Odense Amt og Bys Sygehus (1909-12, 1. præmie 1907)
- Vordingborg Syge- og Epidemisygehus (1912-13)
- Københavns Militærhospital, nu del af Rigshospitalet, Tagensvej 18-20 (1916-24, 1. præmie 1915, kedelbygning nedrevet 2003, hovedbygningens tag brændt 2000 og genopført)
- Fredericia By- og Amts Sygehus (1918-20)
- Villa, Rodosvej 28, Sundbyøster (1925)
- Villa, Valbirkvej 12, Gentofte (1925)
- Københavns Tuberkulosesanatorium ved Avnstrup (1937-40, nedlagt 1963, nu asylcenter)
- Psykiatrisk Afdeling E, Bygning 13, Bispebjerg Hospital (1938, nedrevet 2016)
- Kirurgisk Afdeling F og radiologisk afdeling, Bygning 7, Bispebjerg Hospital (1942, skal nedrives ifølge udviklingsplaner)
- Projekt til afdeling for tuberkulose sammesteds (ikke opført)
- Elektricitetsværker i Lemvig, Ringkøbing, Rødby og Holeby

### Projekter
- Stationsbygning til Gudhjem-banen (1915, præmieret)
- Andelsbanken, Axelborg, København (1917, 3. præmie)
- Gentofte Amtssygehus (1918, præmieret)
- Randers Amtssygehus (1919, præmieret)
- Århus Kommunehospital (1931, 2. præmie)